# Al Alam-paleis
Het Al Alam-paleis (Arabisch: قصر العلم, Qaṣr al-ʿAlam, Nederlands: Paleis van de Vlag) is het ceremoniële paleis van de Sultan van Oman. Het wordt gebruikt voor officiële gelegenheden, zoals het verwelkomen van buitenlandse hoogwaardigheidsbekleders en staatshoofden.

## Oud paleis
Sultan Said bin Sultan liet begin 19e eeuw een paleis bouwen, Bayt al-'Alam, op de fundamenten van de oude zeewering tussen het Al-Mirani Fort en het Al Jalali Fort, dat in de 16e eeuw door de Portugezen was gebouwd. In 1895 werd het paleis beschadigd door tribale opstandelingen, maar Sultan Faisal bin Turki liet het niet repareren vanwege geldgebrek. In de 20e eeuw bracht Sultan Said bin Taimur het grootste deel van zijn tijd door in Salalah en hij liet het paleis sluiten. Het werd in 1971 afgebroken om plaats te maken voor het nieuwe paleis.

## Huidig paleis
Het huidige paleis, Qaṣr al-ʿAlam, werd in opdracht van Sultan Qaboos bin Said gebouwd op dezelfde plek, tussen de twee forten. Het paleis werd ontworpen door de Indiase architecten Shapoorji Pallonji in een zeer flamboyante stijl en werd voltooid in 1972. Het heeft een unieke gevel met gouden en blauwe zuilen. Het binnenterrein van het paleis blijft verboden terrein, maar het publiek mag wel stilstaan bij de poorten en foto’s maken.

## Omgeving
Het Al Alam-paleis wordt omgeven door de in de Portugese tijd gebouwde forten Mirani en Jalali. De overheidsgebouwen in de omgeving zijn wit, met gekanteelde daken en houten balkons in de traditionele Omaanse stijl. Het paleis kan ook per boot vanuit de haven worden bekeken.

## Galerij

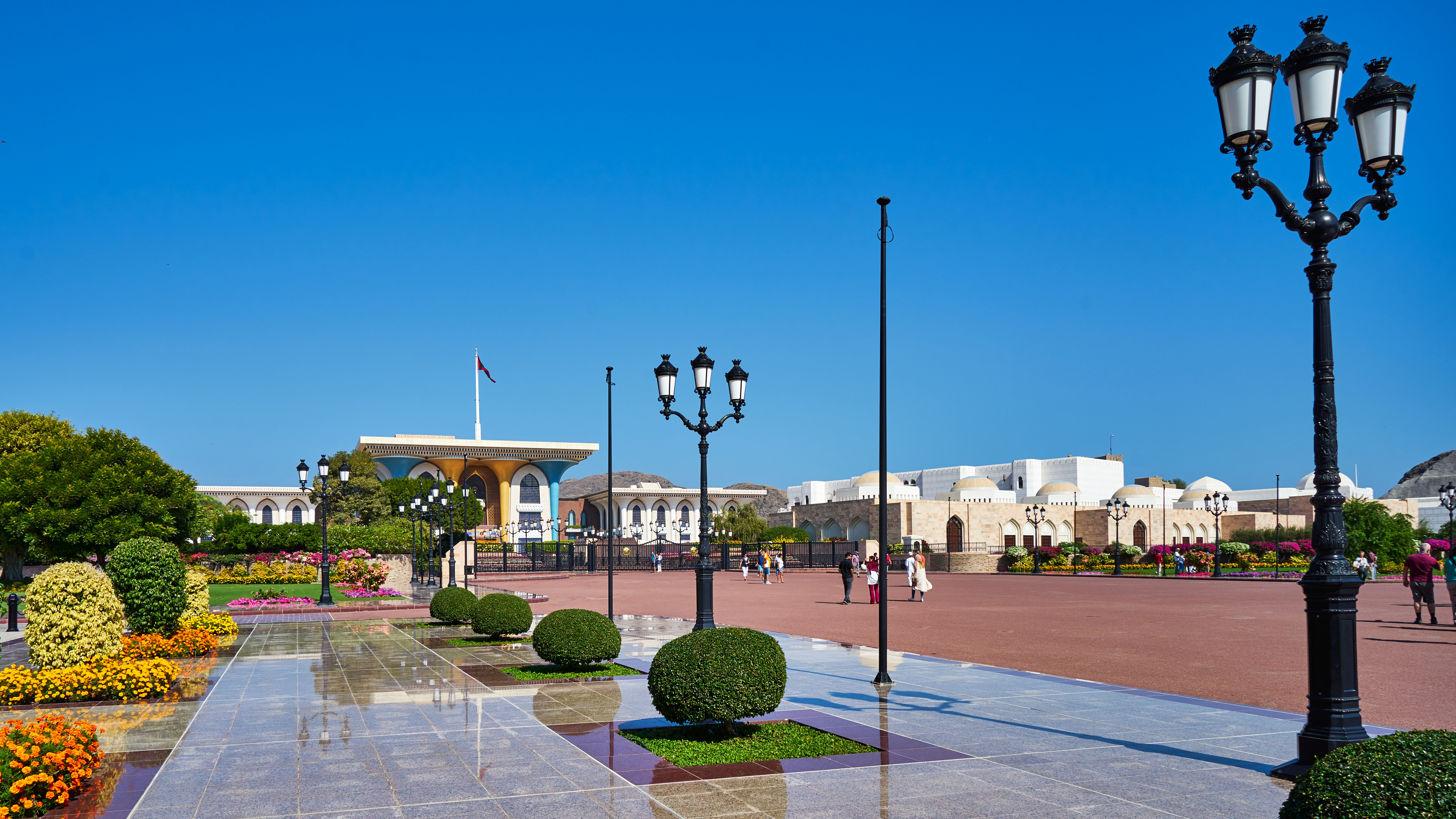
Binnenplaats
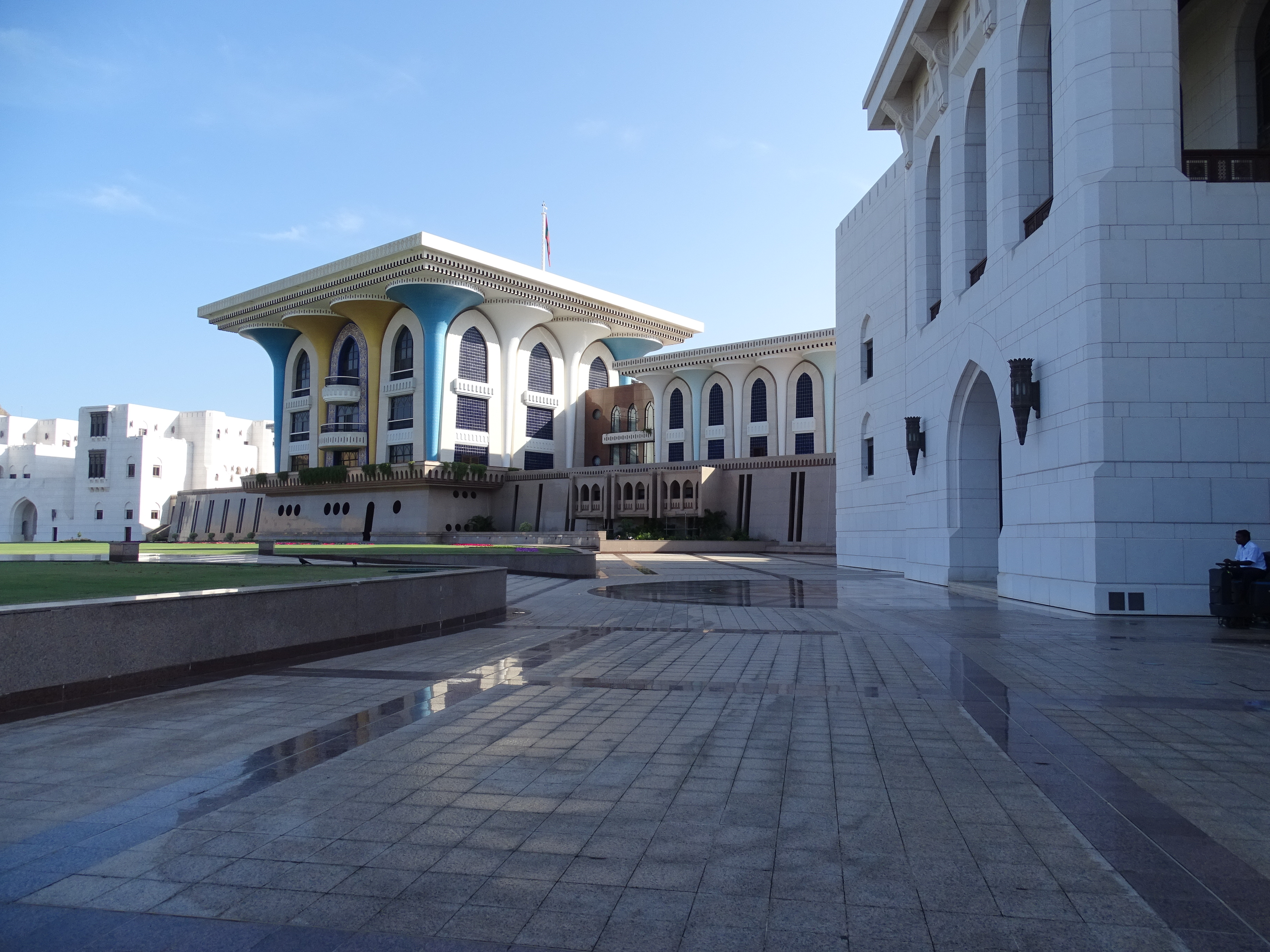
Zijaanzicht
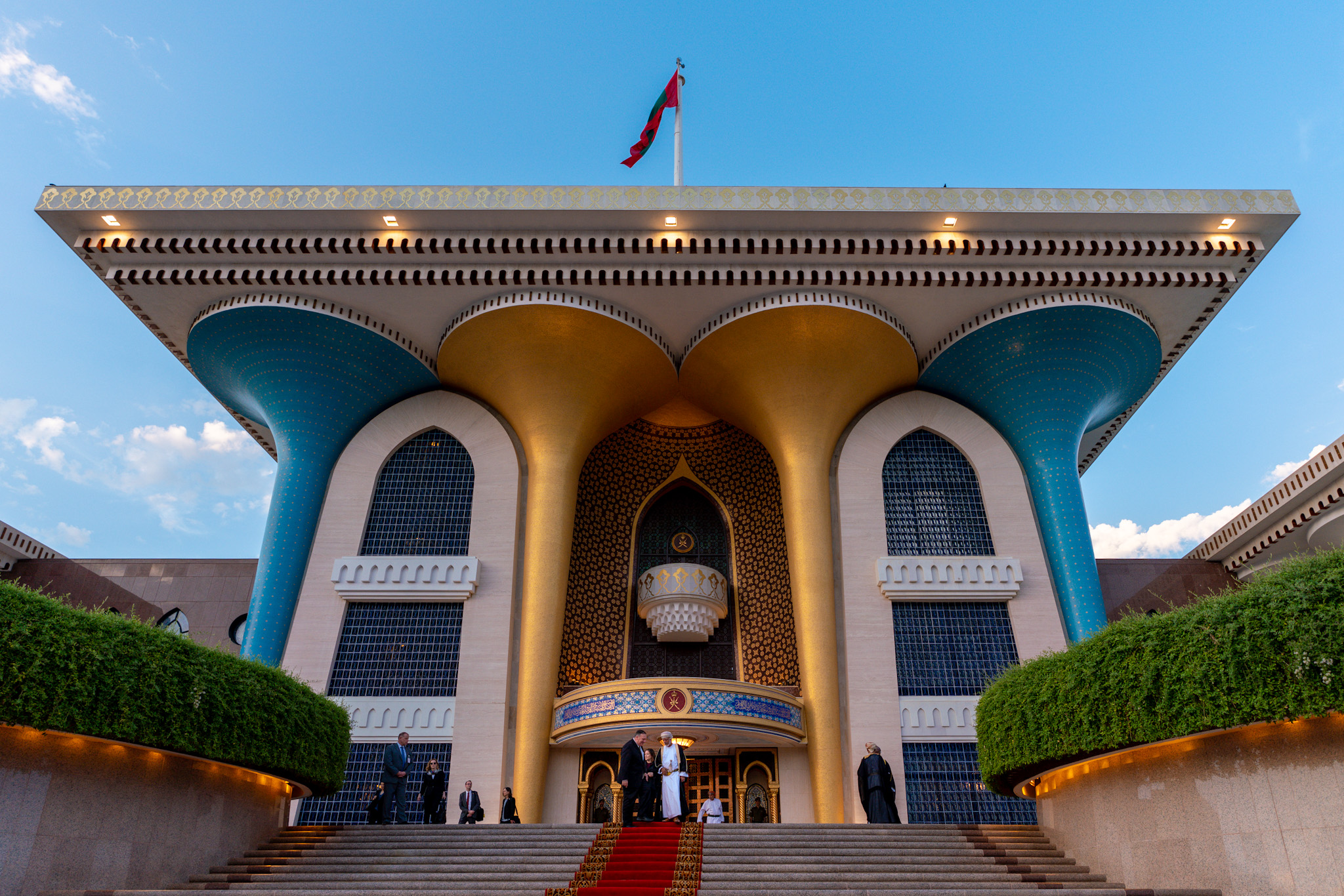
Hoofdingang
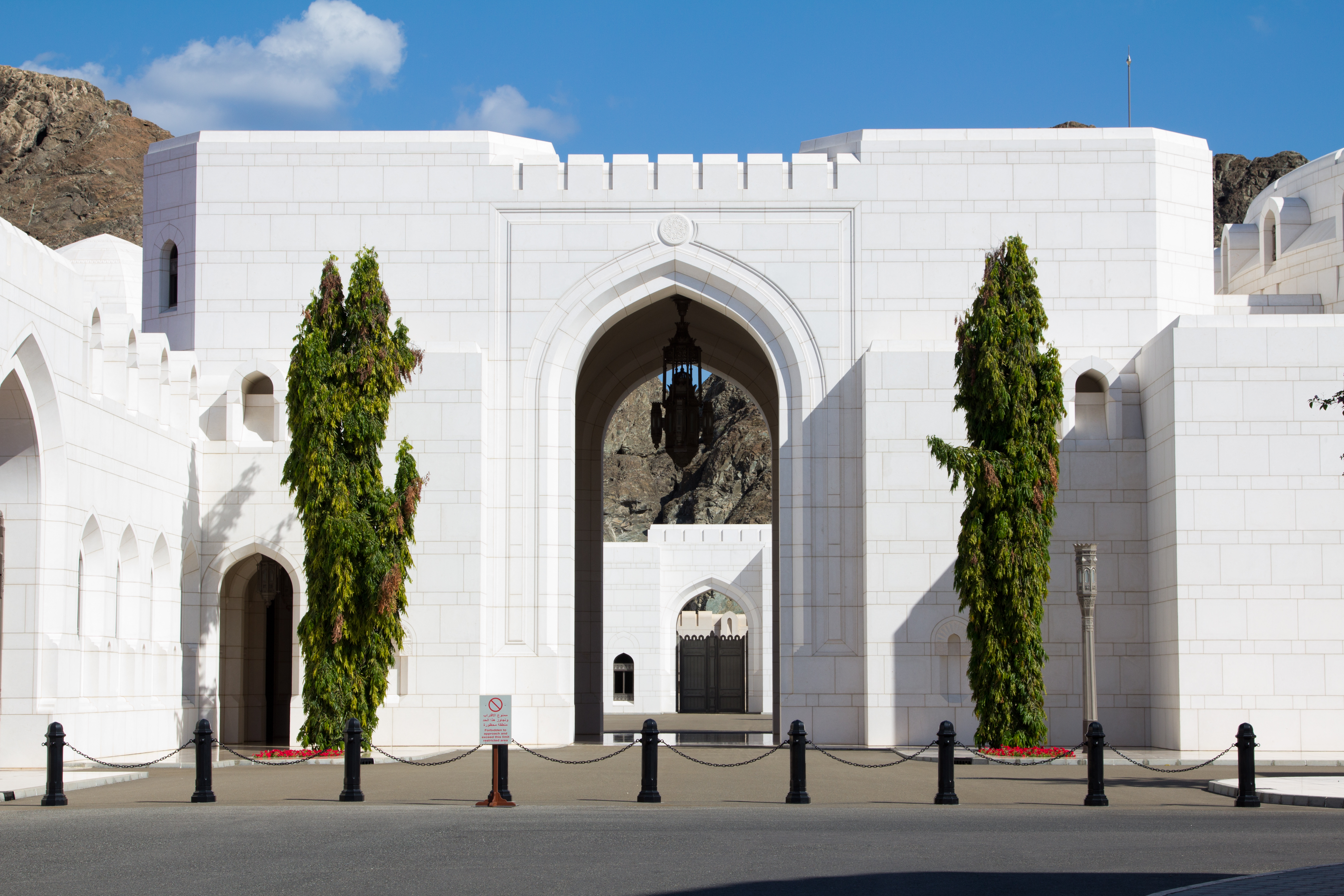
Toegangspoort
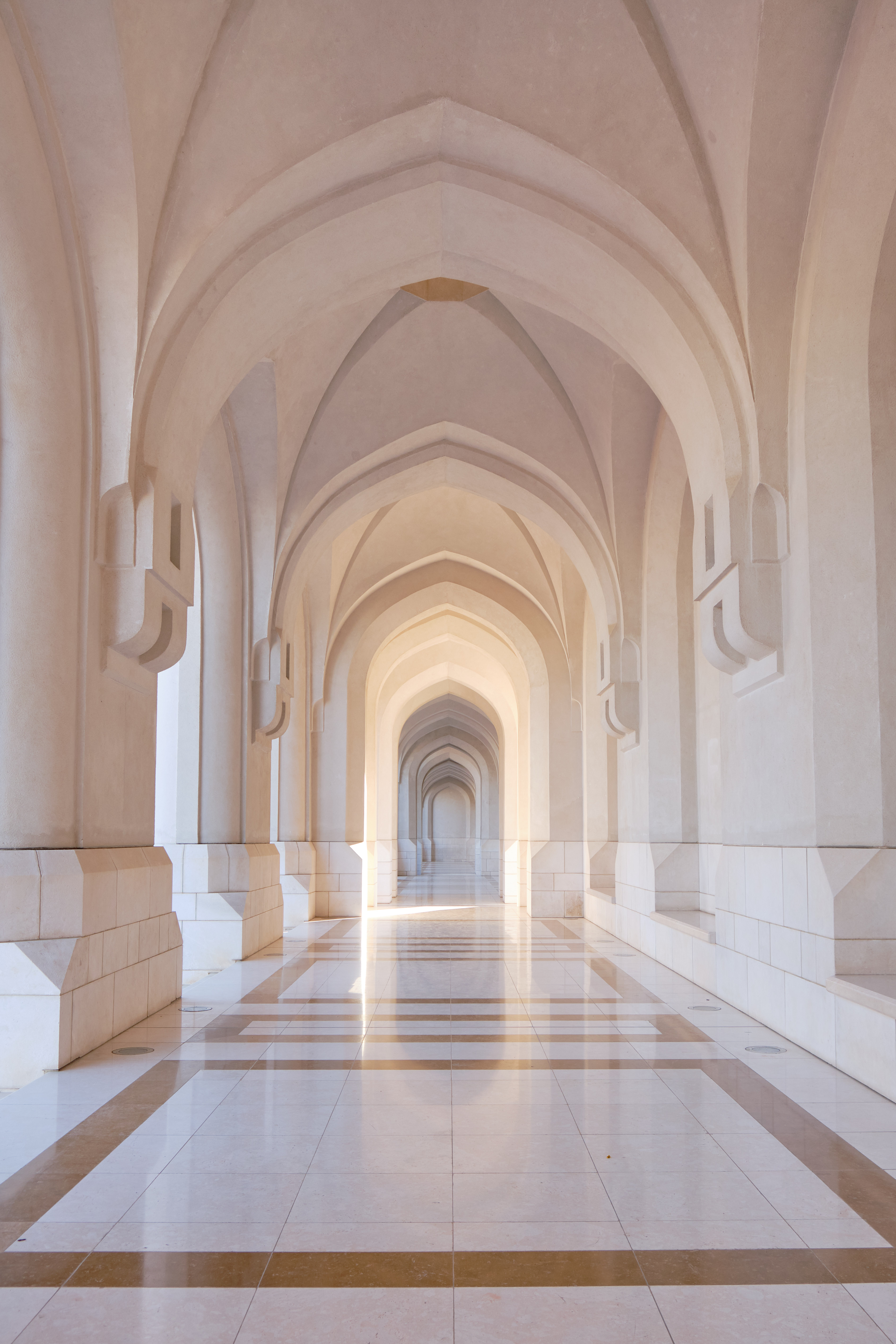
Hal
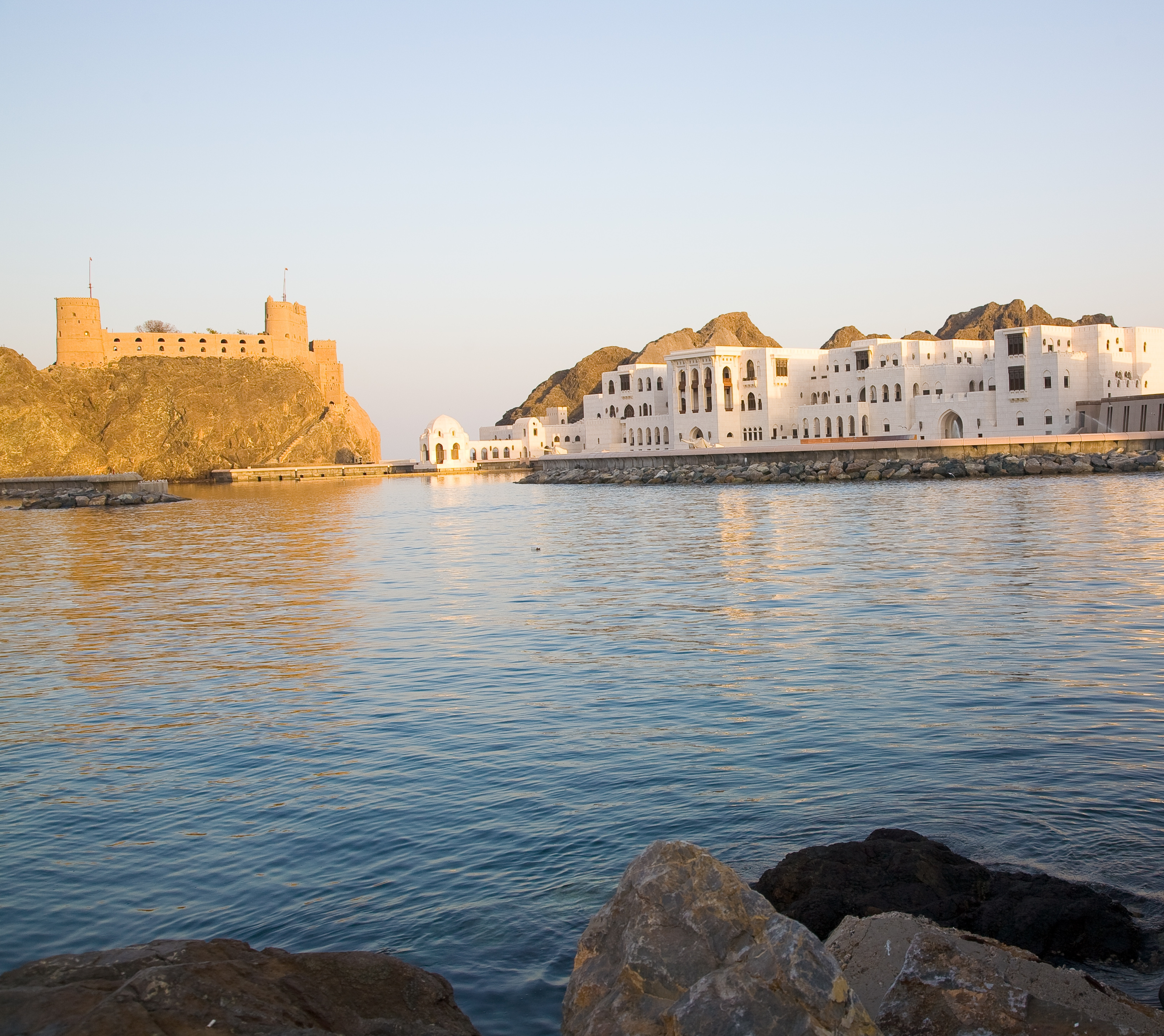
Zicht vanaf de haven